# Hipoteza celluryzacji
Hipoteza celluryzacji, hipoteza niekolonialnego pochodzenia wielokomórkowców – jedna z hipotez postawionych w celu wytłumaczenia powstania wielokomórkowców (Metazoa), a więc zwierząt.
Wielokomórkowce mają ciała najczęściej zbudowane z tkanek tworzących rozmaite układy, te jednak tworzone są przez zespoły komórek przypominających komórki wiciowców jednojądrowych. Pojawia się tutaj pytanie: w jaki sposób komórki jednokomórkowców utworzyły zbudowany z wielu komórek, ale pojedynczy organizm?
Hipoteza celluryzacji przodków wielokomórkowców upatruje, inaczej niż inne hipotezy mające wyjaśniać to zjawisko, w jednokomórkowcach wielojądrowych, czyli polienergidowych. Formą wyjściową byłby więc jednokomórkowiec o wielu jądrach w swej pojedynczej komórce o dużych rozmiarach. Formą pośrednią stanowiłby w dalszym ciągu organizm jednokomórkowy, jednak różniłby się od swego przodka bardziej uporządkowanym ulokowaniem jąder komórkowych w komórce: znajdowałyby się one przypowierzchniowo, czyli blisko błony otaczającej komórkę. W końcu fragmenty pierwotnej komórki zaopatrzone w pojedyncze jądro mogłyby oddzielać się, stając się przez to odrębnymi komórkami, które to zjawisko nosi nazwę celluryzacji.
Proces przypominający opisywany przez tę hipotezę zachodzi w przypadku bruzdkowania powierzchniowego, obserwowanego u stawonogów. Jest to właściwie jedyny istotny argument wspierający tę hipotezę, gdyż nie ma danych ultrastrukturalnych ani też molekularnych, które by ją uprawdopodobniały.
Innymi hipotezami tłumaczącymi powstanie wielokomórkowców są hipoteza tworzenia zespołów komórek przez agregacje i hipoteza integracji.